# Primnoella laevis
Primnoella laevis is een zachte koraalsoort uit de familie Primnoidae. De koraalsoort komt uit het geslacht Primnoella. Primnoella laevis werd in 1911 voor het eerst wetenschappelijk beschreven door Thomson & Mackinnon. 